# Refinery29
Refinery29 és una empresa estatunidenca centrada en l'entreteniment i la moda per a dones joves fundada el 2005. La seua seu es troba a Nova York. Combina pescaclics amb notícies d'àmbit global.

## Història
El 2005, Justin Stefano i Philippe von Borries deixaren els seues treballs i fundaren l'empresa sense cap experiència anterior en l'àmbit de les empreses o la moda. El 2013 tingué èxit arribant uns 24 milions de dòlars americans d'ingressos. Els tòpics tractats per la línia editorial de l'empresa foren ampliats per l'editor Mikki Halpin. Mikki contractà Kaelyn Ford com a editor executiu i més tard, Ford se n'anà i entrà Lea Goldman, que se n'anà en poc de temps després de reorganitzar. L'estiu de 2006 fou el moment que començà l'èxit de la companyia.
Destaquen les innovacions d'incloure la tecnologia la realitat virtual (vídeos vistos en 360 graus el 2016).
El 2015 s'expandí al Regne Unit (creant el web Refinery29.uk) i el 2016 s'expandí a Berlín, Alemanya (creant el web Refinery29.de).
L'empresa de mitjans de comunicació tradicional invertí en Refinery29 el 2016.
El 2017 produí una sèrie anomenada Strangers. Aquesta sèrie es publicà a la plataforma de Facebook Watch rebé crítiques positives. Eixe any arribà a 500 milions de persones. Obrí The Empathy Lab, un laboratori per a recerca de mercat fet en col·laboració amb el Laboratori de Digital Storytelling de la Universitat de Colombia. El desembre d'eixe any tirà a 34 treballadors.

## Premis i reconeixements
Refinery29 fou llistat tres anys seguits a la llista "Fast 50" de Crain's New York Business, ha guanyat set Premis Clio, i set Webby Awards.